# إنديانا جونز ونداء القدر
إنديانا جونز 5 ،هو فيلم مغامرة أكشن أمريكي قادم من إخراج جيمس مانغولد وبطولة هاريسون فورد،فيبي والر بريدج،مادس ميكلسن،توماس كريتشمان،بويد هولبروك،توبي جونز وأنتونيو بانديراس.
من المقرر عرض الفيلم يوم 29 يوليو 2022.